# 阿卡拉 (城鎮)

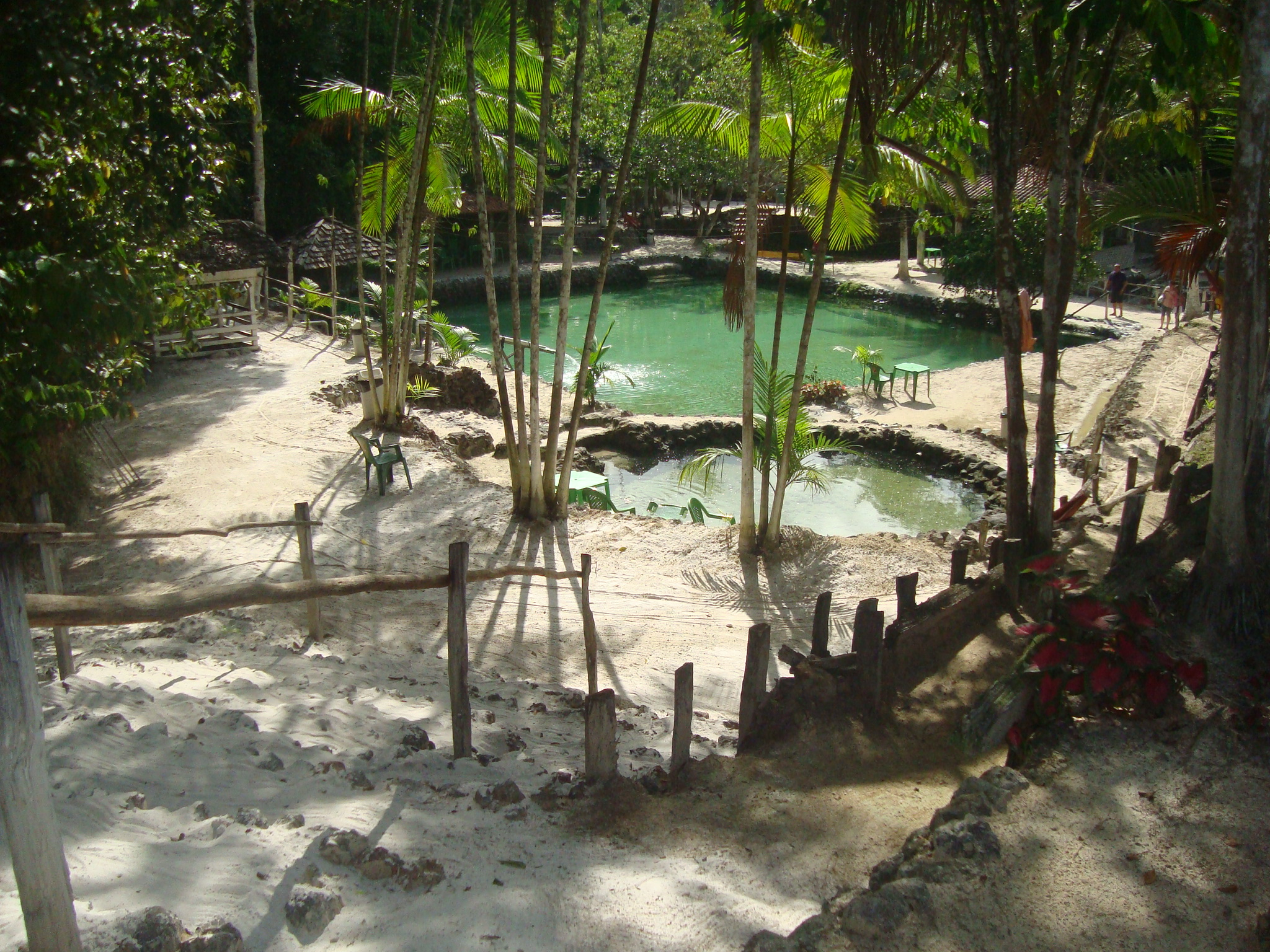
阿卡拉

阿卡拉（葡萄牙語：Acará），是巴西的城鎮，位於該國北部，由帕拉州負責管轄，始建於1875年4月19日，面積4,344平方公里，海拔高度25米，2010年人口53,605，人口密度每平方公里12.34人。